# Holden Barina
 (janvier 2018).
Si vous disposez d'ouvrages ou d'articles de référence ou si vous connaissez des sites web de qualité traitant du thème abordé ici, merci de compléter l'article en donnant les références utiles à sa vérifiabilité et en les liant à la section « Notes et références ».
La Holden Barina est une automobile du constructeur automobile australien Holden. Les deux premières générations étaient étroitement dérivées de la Suzuki Swift, les deux suivantes de l'Opel Corsa et les deux dernières de la Chevrolet Aveo.

## Première génération (1985-1988)

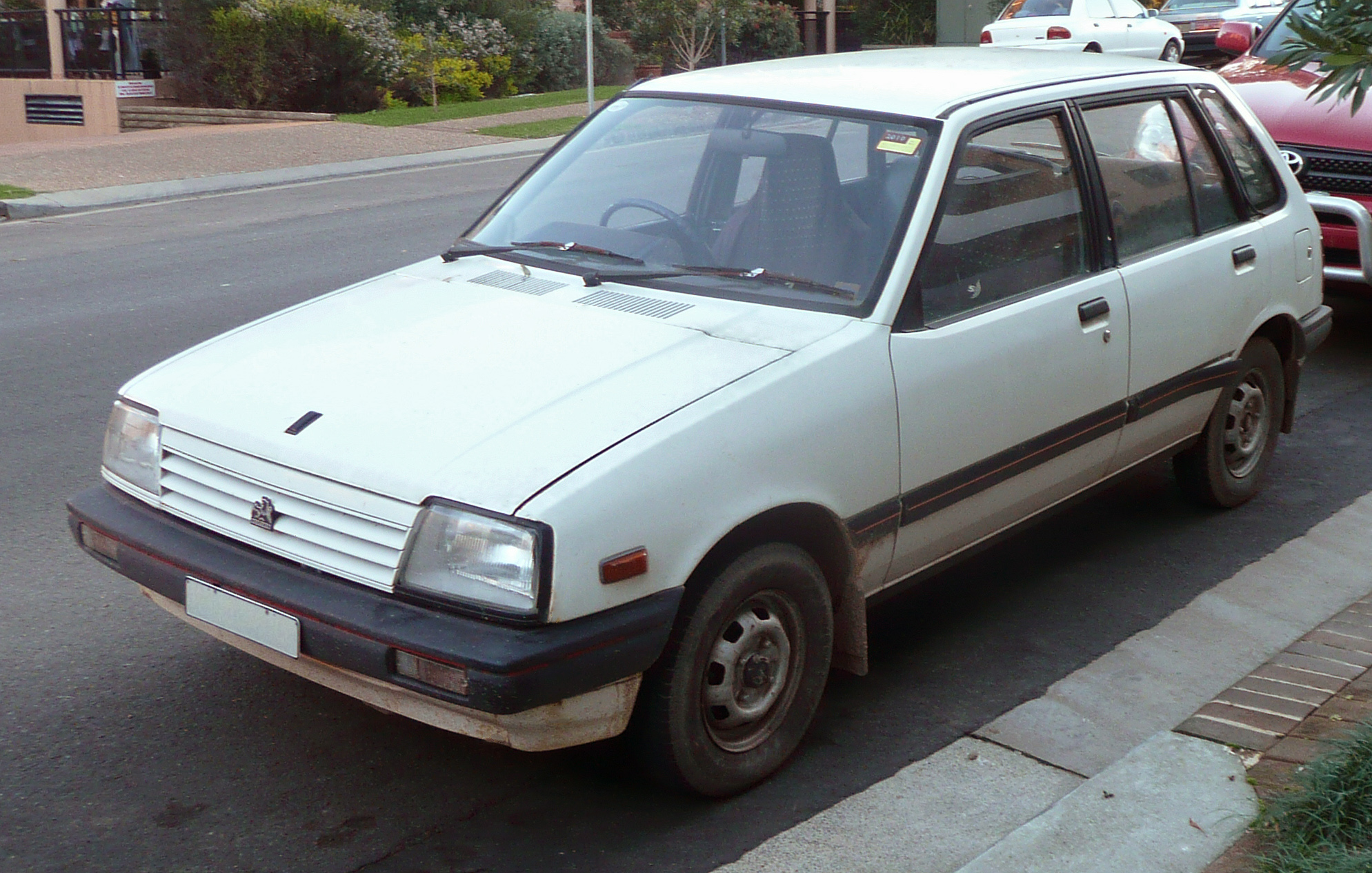
Holden Barina (MB)

## Seconde génération (1989-1994)

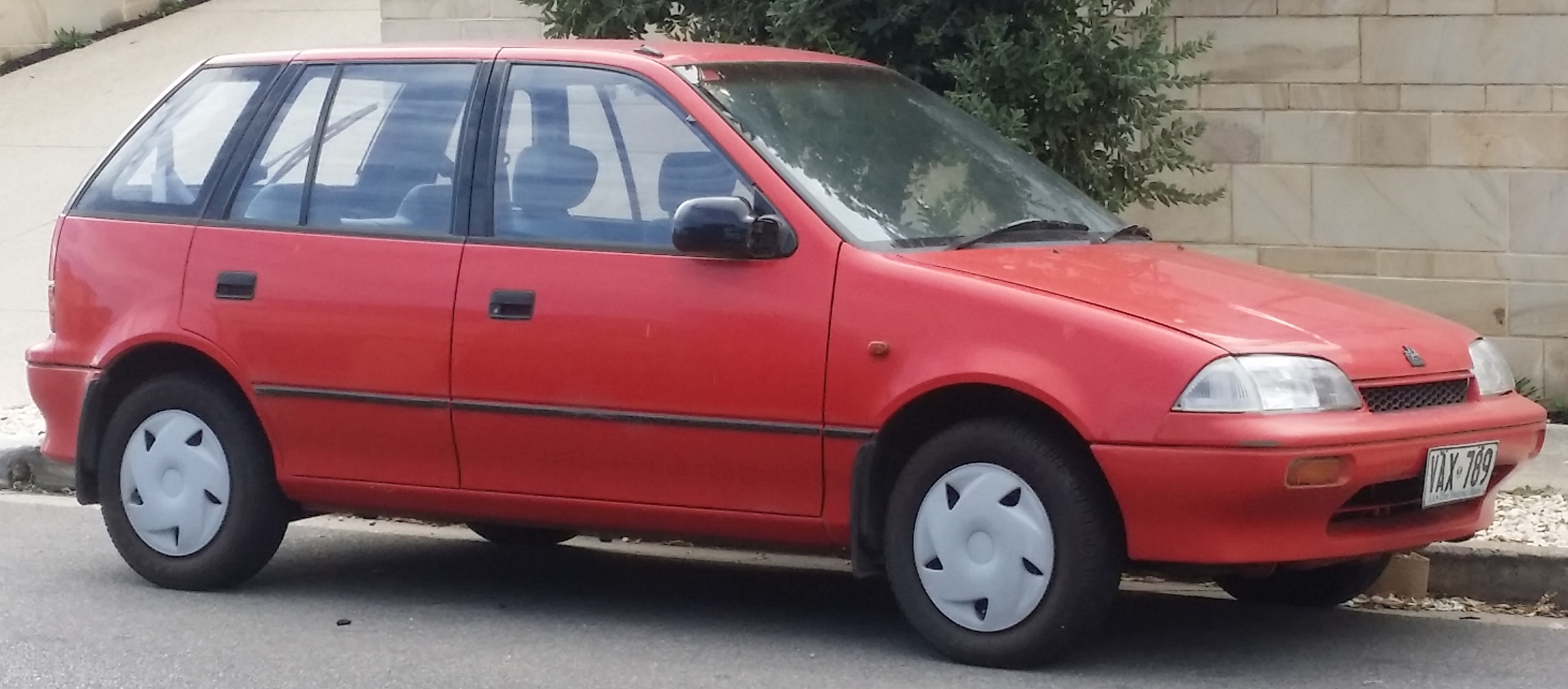
Holden Barina (MF)

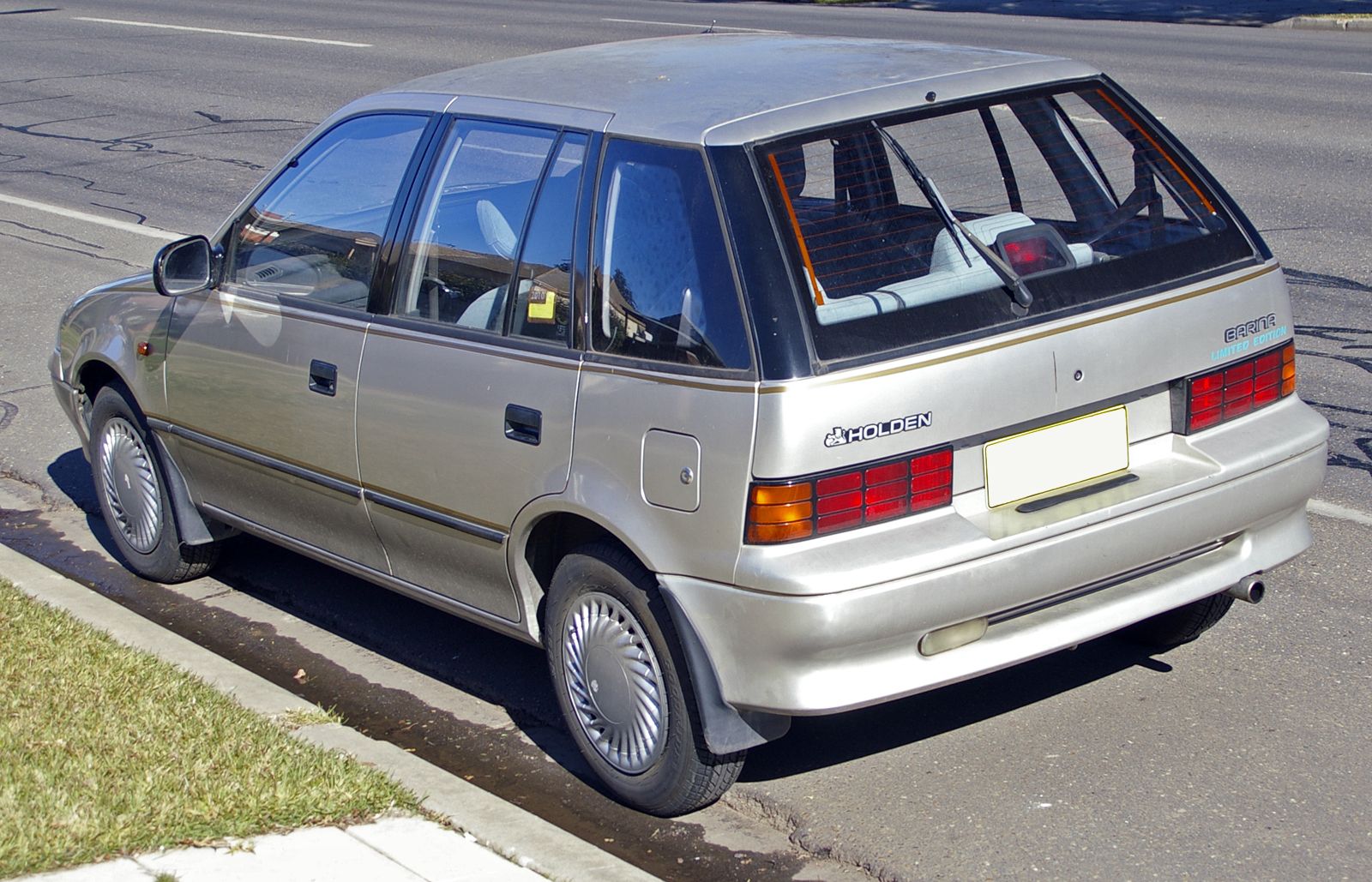
Holden Barina (MF)

## Troisième génération (1994-2000)

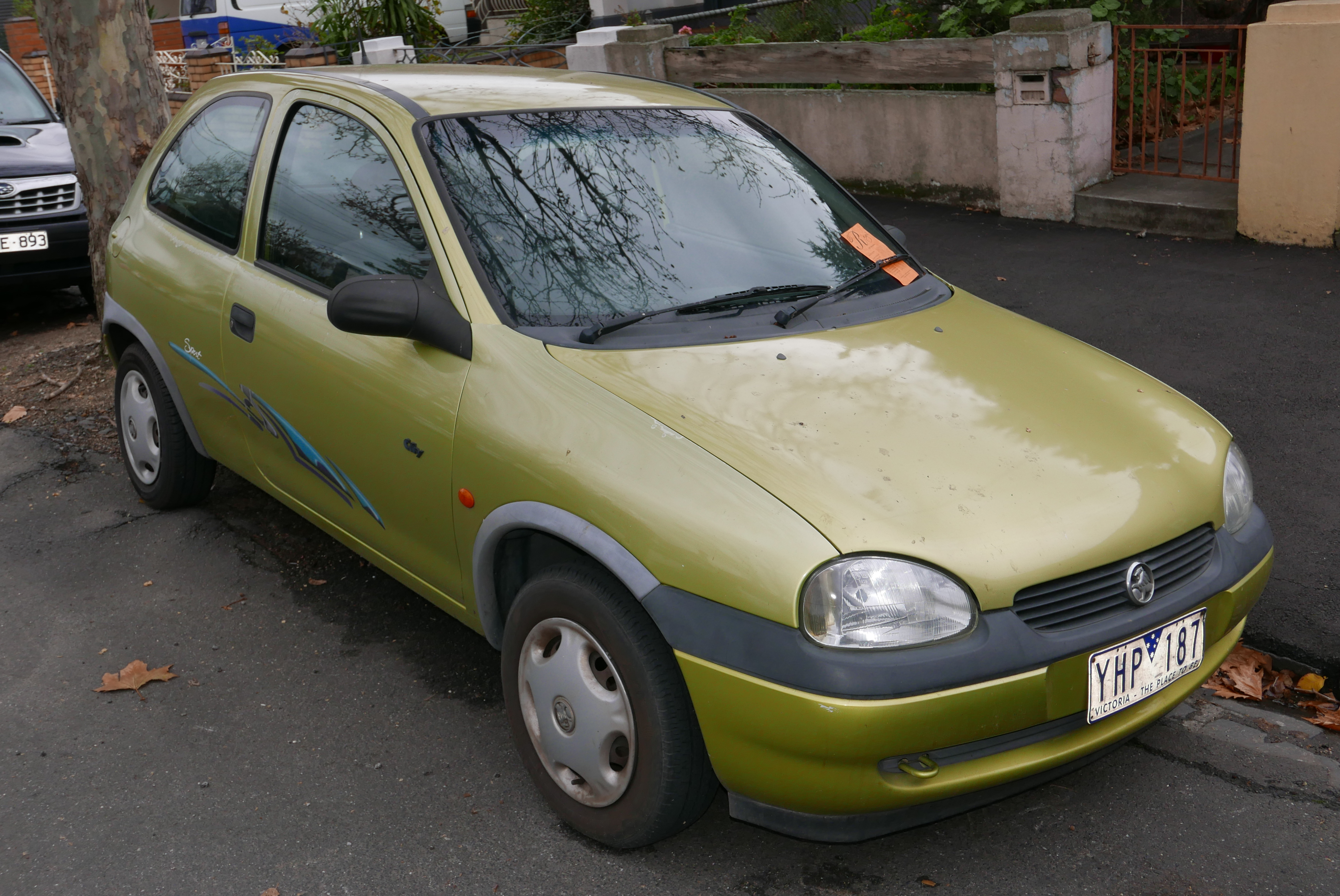
Holden Barina (SB)

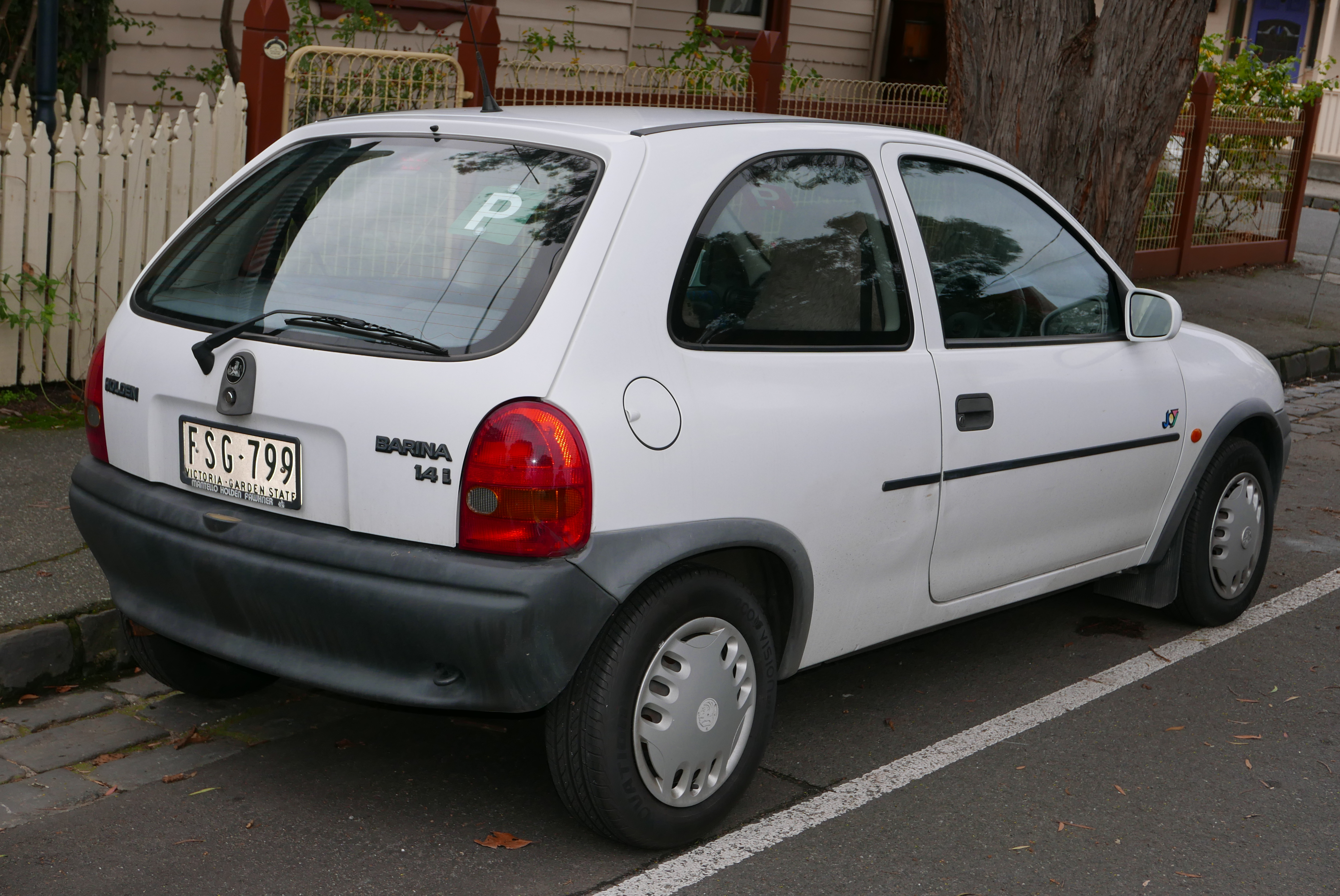
Holden Barina (SB)

## Quatrième génération (2000-2006)

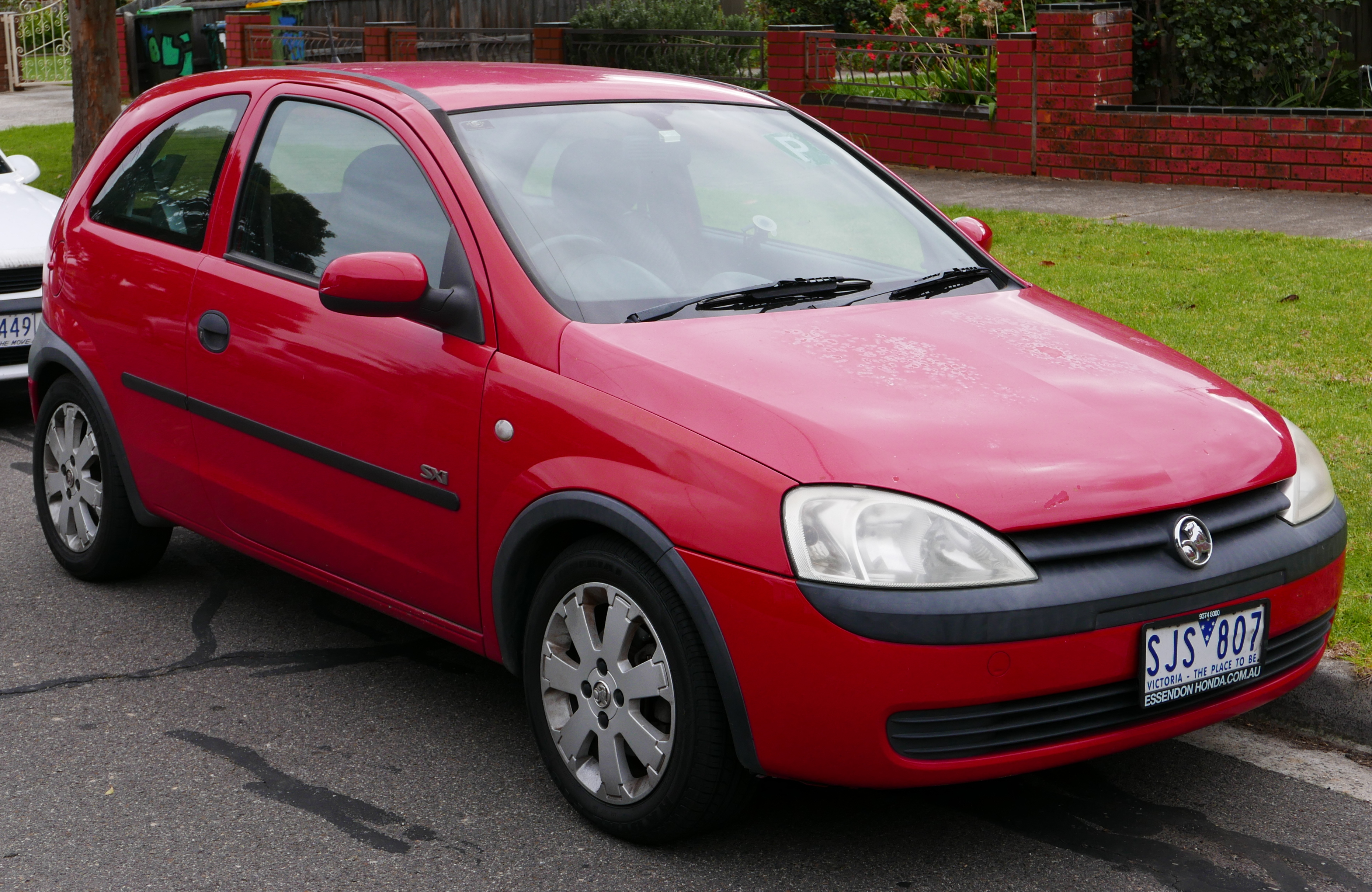
Holden Barina (XC)

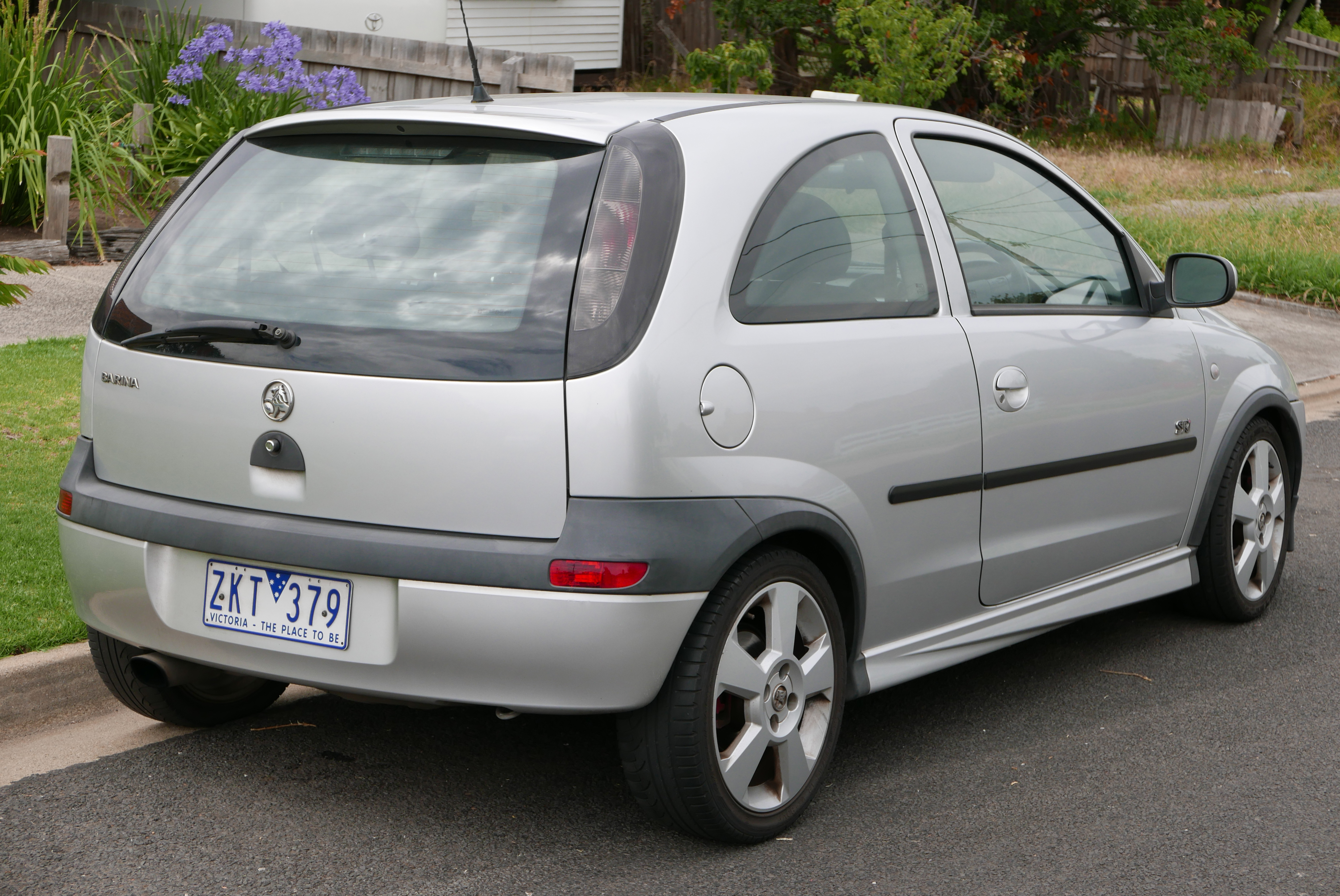
Holden Barina (XC)

## Cinquième génération (2006-2011)

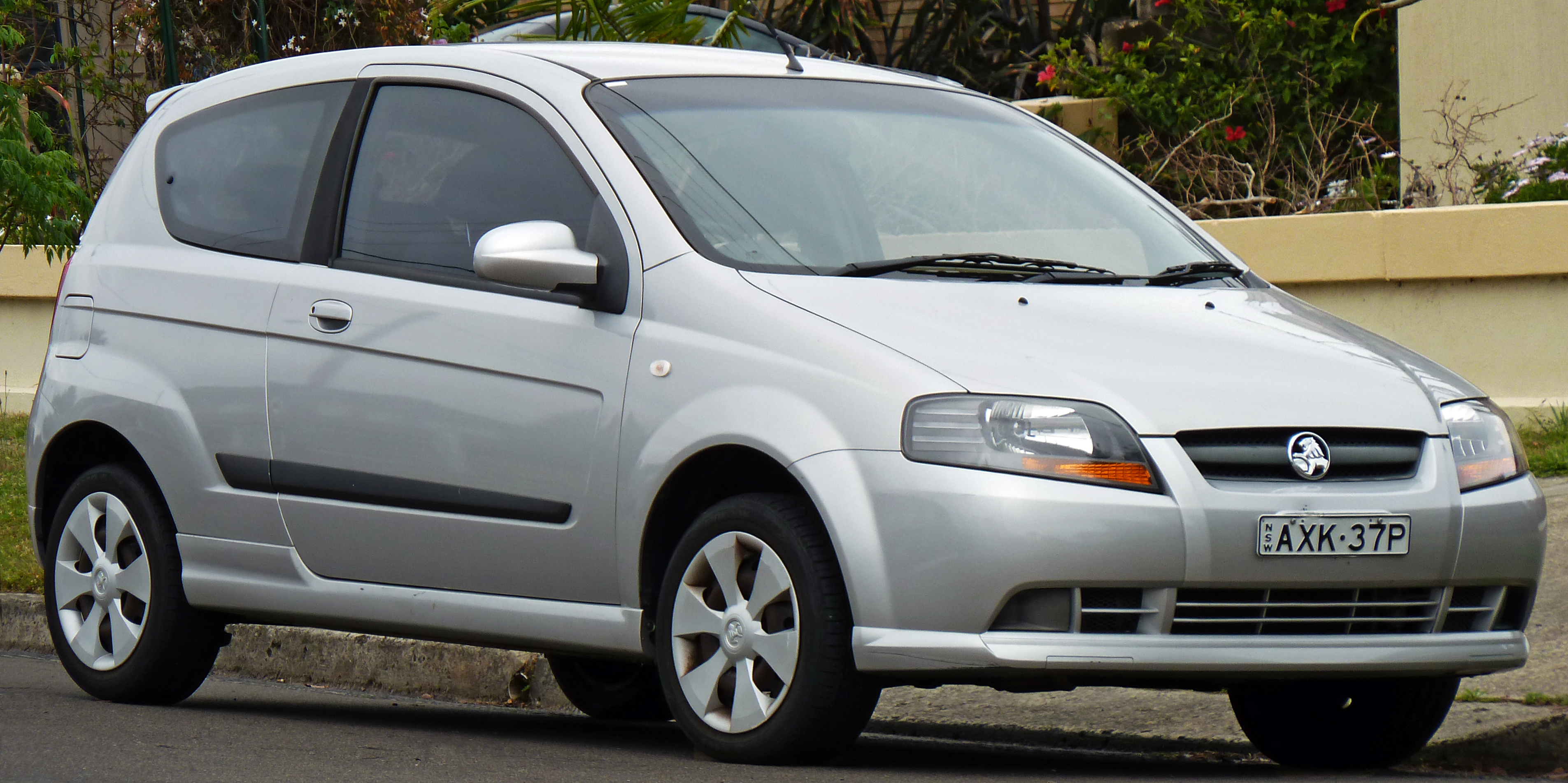
Holden Barina (TK)

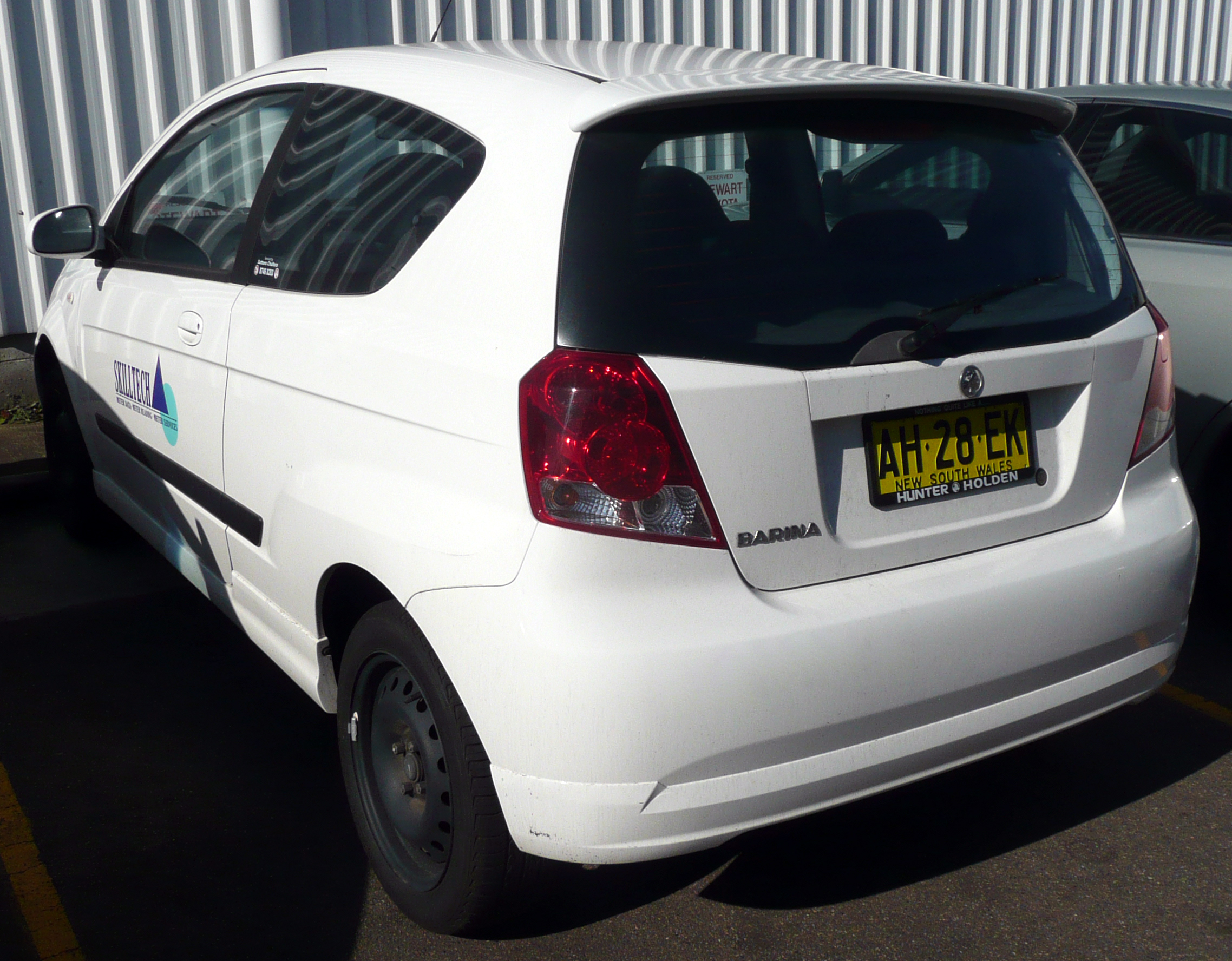
Holden Barina (TK)

## Sixième génération (2011-2018)

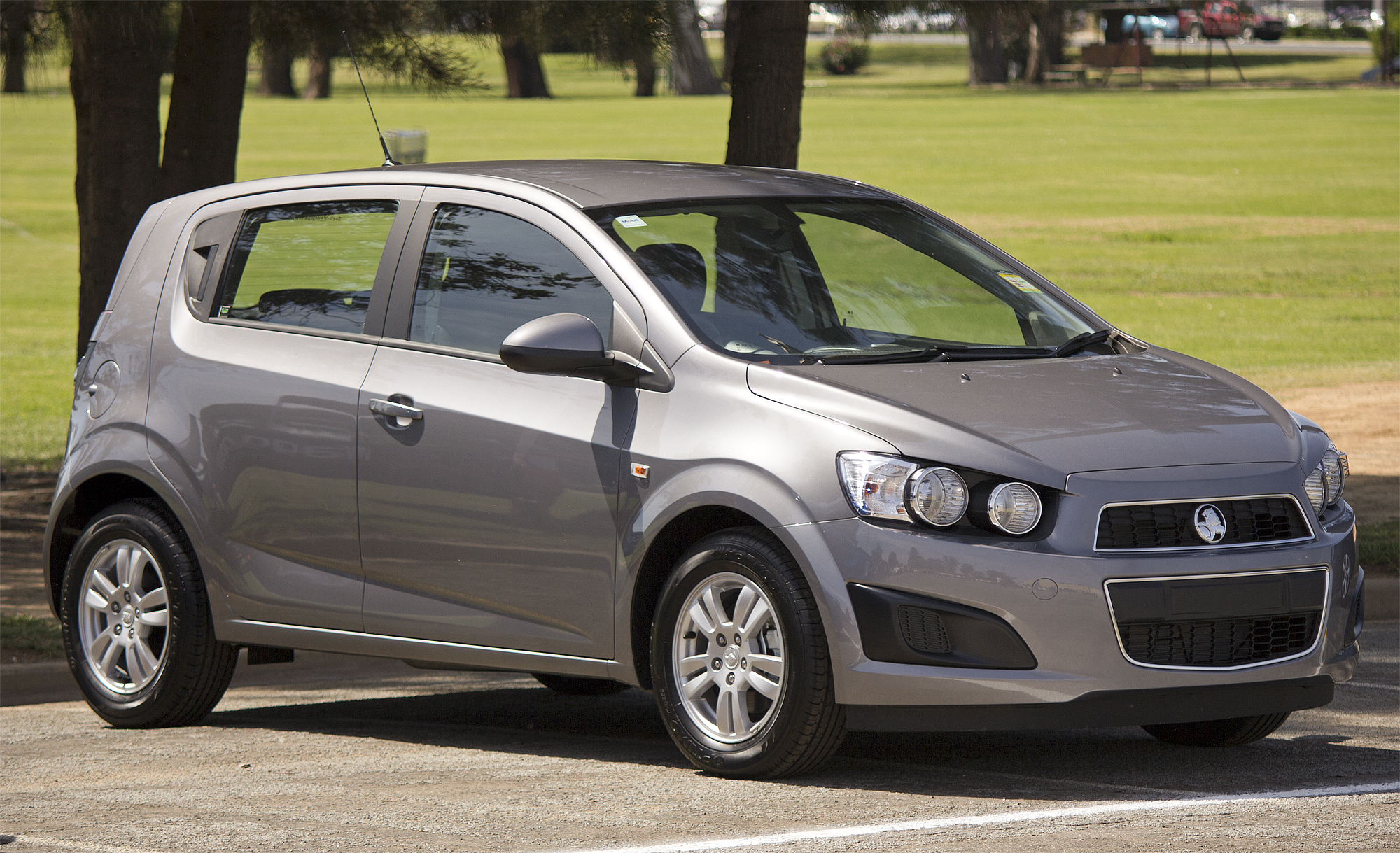
Holden Barina (TM)

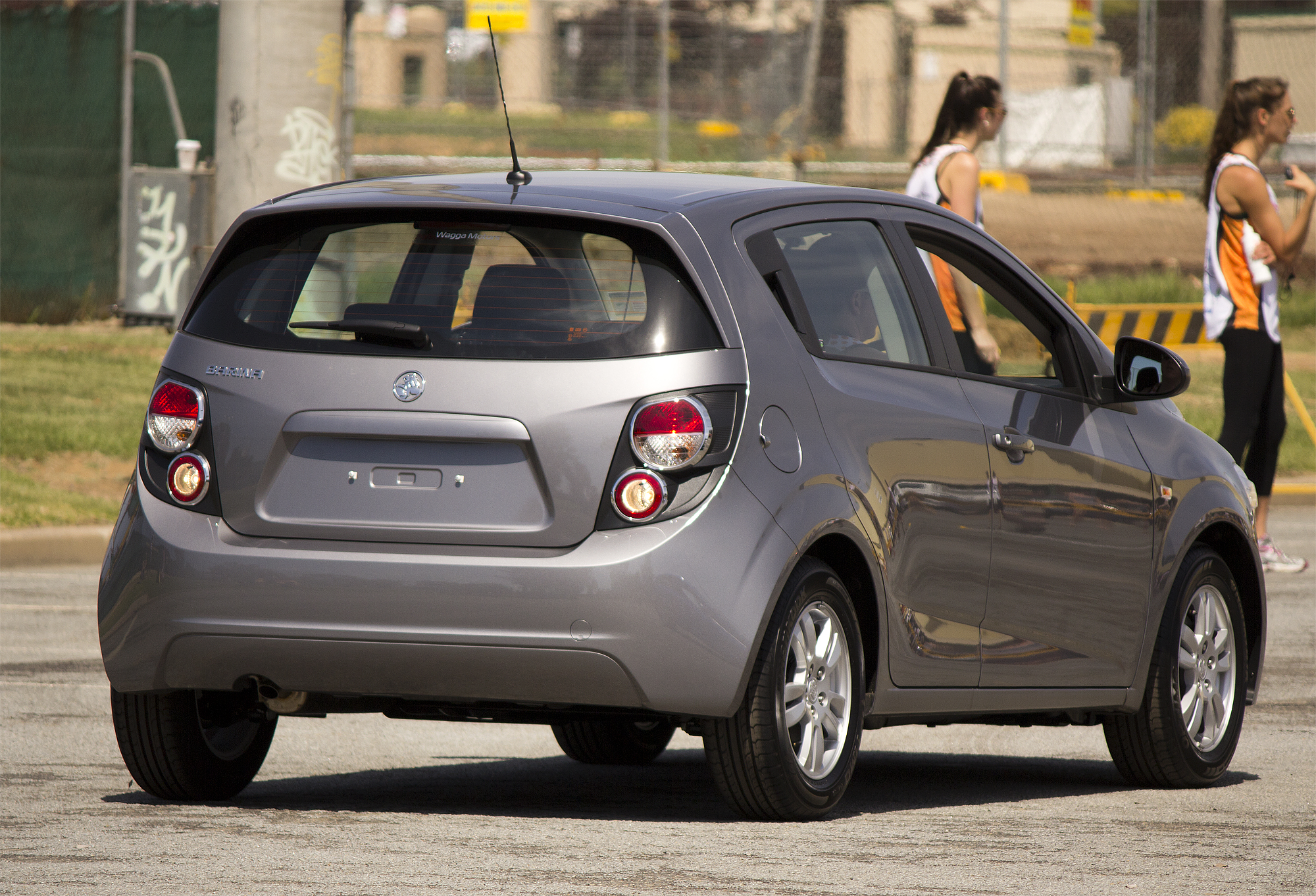
Holden Barina (TM)